# Samuel Jenner (von Utzigen)

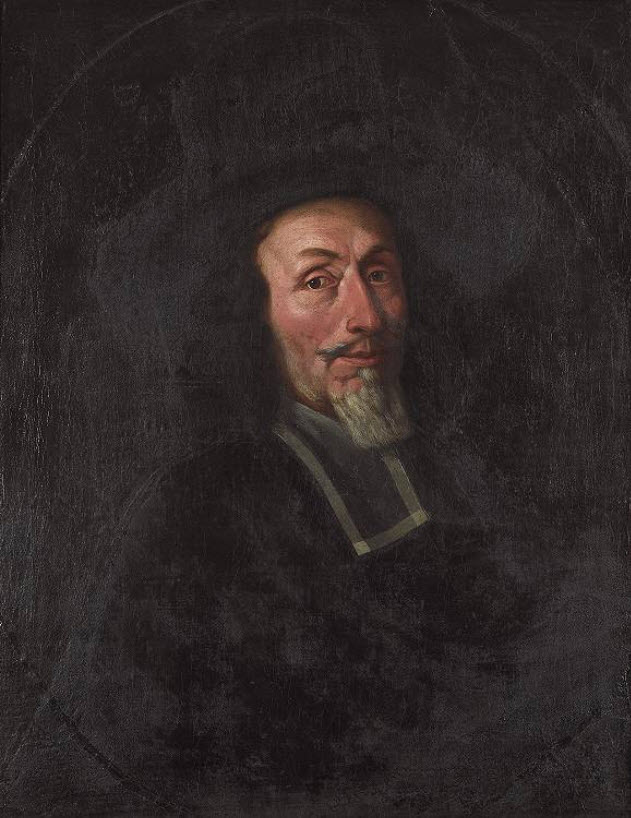
Johannes Dünz, Bildnis Samuel Jenner (1694).

Samuel Jenner (* 1624 wohl in Landshut; † 7. September 1699 wohl in Bern; Bürger von Bern) war eine bernische Magistratsperson, Herr zu Utzigen.
Samuel wurde als Sohn des Abraham Jenner und der Elisabeth Gatschet geboren. Er heiratete 1645 in erster Ehe Margarethe Huber († 1660) und 1660 in zweiter Ehre Anna Margaretha von Graffenried, Tochter des Venners Christoph von Graffenried (1603–1642). Er gelangte 1651 in den bernischen Großen Rat, 1671 in den Kleinen Rat, ab 1682 war er mit Unterbrechungen bis zum Ableben Venner zu Gerwern (Gesellschaft zu Mittellöwen). Von 1656 bis 1662 war er Landvogt von Wangen an der Aare. 1664 kaufte er die Herrschaft Utzigen und baute da das frühbarocke Schloss. 1682 verkaufte er Utzigen und stiftete dafür die Familienkiste Jenner. Samuel Jenner war der Onkel des Architekten Samuel Jenner.